# Šibenik-Knins län
Šibenik-Knins län (kroatiska: Šibensko-kninska županija) är ett av Kroatiens 21 län. Dess huvudort är Šibenik. Provinsen har 112 891 invånare (år 2001) och en yta på 2 994 km². 

## Administrativ indelning
Šibenik-Knins län är indelat i 5 städer och 14 kommuner.
- Städer:
  - Šibenik
  - Drniš
  - Knin
  - Skradin
  - Vodice

- Kommuner:
  - Biskupija
  - Bilice
  - Civljane
  - Ervenik
  - Kijevo
  - Kistanje
  - Murter-Kornati
  - Pirovac
  - Primošten
  - Promina
  - Rogoznica
  - Ružić
  - Tisno
  - Unešić